# Trollhättans SK
Trollhättans SK (TSK) bildades den 9 september 1930. Föreningen bedriver i dag friidrott, längdskidåkning och orientering på programmet. Orienteringssektionen håller till på Slätthult strax söder om Trollhättan och friidrottssektionen tränar och tävlar på Edsborg.
Tidigare bedrev klubben även hastighetsåkning på skridskor, en verksamhet som 1989 bröt sig ur och bildade SK Trollhättan.

### Fotnoter
1. ↑  Pasi Hakopuro (25 januari 2011). ”Bengt – Årets idrottsledare ser bara framåt”. Tttela. http://www.ttela.se/sport/bengt-%C3%A5rets-idrottsledare-ser-bara-fram%C3%A5t-1.2838221. Läst 23 november 2016.